# Stefan Denifl
Stefan Denifl (Fulpmes, 20 september 1987) is een Oostenrijks voormalig wielrenner.

## Loopbaan
In 2011 ontsnapte Denifl, enkele dagen na een noodlottig ongeval van zijn ploeggenoot Wouter Weylandt, op miraculeuze wijze aan de dood. Hij kwam ten val tijdens de Ronde van Californië en kwam hierbij onder een volgwagen terecht. Hij hield er slechts lichte verwondingen aan over.
In 2012 verruilde hij Leopard Trek voor Vacansoleil-DCM, nadat die eerste fuseerde met Team RadioShack. Na slechts één jaar maakte Denifl de overstap naar IAM Cycling, waar hij vier seizoenen voor zou rijden.
In 2016 nam Denifl deel aan de wegwedstrijd op de Olympische Spelen in Rio de Janeiro, maar reed deze niet uit.
Zijn grootste succes tot nu toe behaalde Denifl in de Ronde van Spanje 2017, toen hij zegevierde in de zeventiende etappe met aankomst op de Alto de los Machucos. Hij werd hiermee de tweede Oostenrijker in de geschiedenis die een rit in de Vuelta wist te winnen, na Max Bulla in 1935.
In 2019 gaf Denifl toe bloeddoping te hebben gebruikt, nadat hij was opgepakt vanwege de Oostenrijkse Operatie Aderlass.

## Belangrijkste overwinningen
2005
 Oostenrijks kampioen op de weg, Junioren
2006
 Oostenrijks kampioen tijdrijden, Beloften
2007
 Oostenrijks kampioen op de weg, Beloften
2008
 Oostenrijks kampioen tijdrijden, Elite
 Oostenrijks kampioen tijdrijden, Beloften
2009
Eindklassement Ronde van Thüringen

## Resultaten in voornaamste wedstrijden
| Jaar | Ronde van Italië | Ronde van Frankrijk | Ronde van Spanje |
| ---- | ---------------- | ------------------- | ---------------- |
| 2007 |                  |                     |                  |
| 2010 |                  |                     | opgave           |
| 2011 |                  |                     |                  |
| 2012 | 75e              |                     |                  |
| 2013 |                  |                     |                  |
| 2014 |                  |                     |                  |
| 2015 |                  |                     |                  |
| 2016 | 52e              |                     |                  |
| 2017 |                  |                     | 58e (1)          |

| Jaar | Milaan-San Remo | Amstel Gold Race | Luik-Bast.‑Luik | Ronde van Lombardije | Waalse Pijl | Eschborn-Frankfurt |  | WK op de weg |  | Wereldranglijsten |
| ---- | --------------- | ---------------- | --------------- | -------------------- | ----------- | ------------------ |  | ------------ |  | ----------------- |
| 2007 |                 |                  |                 |                      |             | 9e                 |  |              |  |                   |
| 2010 |                 |                  |                 |                      |             |                    |  |              |  |                   |
| 2011 |                 |                  | opgave          | opgave               | opgave      | 62e                |  | opgave       |  | 106e (UWT)        |
| 2012 |                 |                  |                 | opgave               | 109e        |                    |  | 22e          |  |                   |
| 2013 | 59e             |                  | 22e             | 33e                  | 29e         | 16e                |  | 38e          |  |                   |
| 2014 | opgave          | 36e              | 20e             |                      |             |                    |  |              |  |                   |
| 2015 |                 |                  |                 | opgave               |             |                    |  |              |  |                   |
| 2016 |                 | opgave           | 41e             | 59e                  | 61e         |                    |  |              |  |                   |
| 2017 |                 |                  | 67e             |                      |             |                    |  | 68e          |  |                   |

## Ploegen
- 2006 –  Team Vorarlberg
- 2007 –  ELK Haus-Simplon
- 2008 –  ELK Haus-Simplon
- 2009 –  ELK Haus
- 2010 –  Cervélo Test Team
- 2011 –  Leopard Trek
- 2012 –  Vacansoleil-DCM Pro Cycling Team
- 2013 –  IAM Cycling
- 2014 –  IAM Cycling
- 2015 –  IAM Cycling
- 2016 –  IAM Cycling
- 2017 –  Aqua Blue Sport
- 2018 –  Aqua Blue Sport